# ケンビュー
ケンビュー（英: Kenvue Inc.）は、アメリカニュージャージー州Montgomery Township, New Jersey モンゴメリータウンシップのスキルマン地区に本拠を置く、世界最大級のトータルヘルスケアカンパニーであるジョンソン・エンド・ジョンソンよりスピンオフにより2023年5月4日にニューヨーク証券取引所に上場（NYSE: KVUE）した売上高で世界最大のピュアプレイ・コンシューマーヘルスカンパニー。
2023年8月23日にジョンソン・エンド・ジョンソンからの分離を発表し、完全な独立企業となったことを発表した。

## 沿革
・2021年11月12日、ジョンソン・エンド・ジョンソンは業務の合理化を図るため、消費者向け健康部門を別会社としてスピンオフすると発表。
・2023年5月4日、世界最大級のトータルヘルスケアカンパニーであるジョンソン・エンド・ジョンソンからのスピンオフによりニューヨーク証券取引所に上場。（NYSE: KVUE）
・2023年8月23日、ジョンソン・エンド・ジョンソンからの分離を発表し、完全な独立企業となったことを発表。

## 日本法人
ケンビューの日本法人はJNTLコンシューマーヘルス株式会社（JNTL Consumer Health K.K.）である。本社は分離前の親会社であったジョンソン・エンド・ジョンソン株式会社と同じである。
2022年11月1日に日本法人のコンシューマーカンパニーと日本法人が2019年1月17日に子会社化したドクターシーラボとその子会社のシーラボ・カスタマー・マーケティングが統合され、JNTLコンシューマーヘルスが発足。これにより、コンシューマーカンパニーの取扱品目に「ドクターシーラボ」の製品が合流することとなった。
2023年5月4日のケンビューの発足に伴って、ニューヨーク証券取引所に上場し、JNTL CH KK社はケンビューの日本法人へ移行された。当面の間は社名変更は行われず、製品における「JNTLCHKK」ロゴも維持され、一部を除く製品のパッケージの裏面などに記載されている「©JNTLCHKK(西暦) 」の表記もそのままである。

### ブランド
日本国内においてはJNTL CH KK社が扱うブランドがそのまま維持され、OTC医薬品事業では引き続きアリナミン製薬が発売元となっている。保有ブランドは以下のとおりである。
医療・衛生用品
- バンドエイド
- キズパワーパッド
- バンドエイドフットケア
- ジョンソン綿棒

赤ちゃん・子供のケア用品
- ジョンソンベビー
- スージングナチュラルズシリーズ
- ベビーローション
- ベビークリーム
- ベビーオイル
- ベビーパウダー

スキンケア・化粧品
- ジョンソンボディケア
  - ドリーミースキンシリーズ
  - ラスティングモイスチャーシリーズ
  - エクストラケアシリーズ
- ニュートロジーナ
- ドクターシーラボ
- アビーノ

オーラルケア
- リステリン

OTC医薬品
- タイレノールA（解熱鎮痛薬）【第2類医薬品】（製造販売元：東亜薬品）
- ニコレット（禁煙補助薬）
- コールタイジン点鼻液a（鼻炎用薬）【指定第2類医薬品】（製造販売元：陽進堂）
- テラマイシン軟膏a（化膿性皮膚疾患用薬）【第2類医薬品】（製造販売元：陽進堂）
- テラ・コートリル軟膏a（皮膚疾患治療薬）【指定第2類医薬品】（製造販売元：陽進堂）

### 歴代CM出演者
ジョンソン・エンド・ジョンソン、ファイザー時代を含む。

#### 現在
- 穂志もえか - ドクターシーラボ
- 藤本美貴 - リステリン

#### 過去
- 中村メイコ - バンドエイド
- 原田泰造（ネプチューン） - バンドエイド キズパワーパッド
- 竹内海南江 - バンドエイド クッションズ・フォー・フィート
- 臼田あさ美 - ジョンソンボディケア
- 市川紗椰 - ジョンソンボディケア
- マギー - ジョンソンボディケアリッチスパ
- 加藤あい - クリーン&クリア ディープクリアトナー
- 栗本慎一郎 - リーチ
- 阿部寛 - リーチ
- 小泉里子 - リーチホワイトニング
- yoshie - リーチブレススクリーン
- マイク・ベルナルド - リステリン
- YOU - リステリン トータルケア
- 剛力彩芽 - 薬用リステリントータルケア トータルケアゼロ
- 髙橋大輔 - 薬用リステリントータルケア トータルケアゼロ
- 菜々緒 - 薬用リステリントータルケア
- 武井壮 - リステリン
- ストロング金剛 - プラックス
- 住田隆 - プラックス
- 小林聡美 - バイシン
- 山岡由実 - タイレノール
- 村松利史 - ニコレット
- 常盤貴子 - アネトンi
- 前田ゆか - アネトンせき止めZ液
- 藤井悠 - アネトンi
- 仲程カンナ - アネトンせき止め液
- 小杉貴子 - テレスHiシリーズ
- 太田拓男 - テレスHiシリーズ
- 山本彩 - ドクターシーラボ